# Théâtre national (Cuba)
Pour les articles homonymes, voir Théâtre national.
Le théâtre national de Cuba (en espagnol : Teatro Nacional de Cuba) est l'un des plus importants théâtre cubain situé sur la place de la Révolution à La Havane à Cuba.

## Historique
La compagnie du « théâtre national de Cuba » a été créé à des fins de propagande par le régime de Fulgencio Batista en 1953, et était alors installé au Grand Théâtre de La Havane. Les travaux de construction du nouveau théâtre commencèrent en 1951. Après un chantier qui dura 28 ans, le bâtiment fut officiellement inauguré à l'occasion du gala d'ouverture de VIe conférence du mouvement des non-alignés, le 3 septembre 1979.

## Architecture
Il dispose de deux salles :
- une grande salle de 2 254 places baptisée en l'honneur de la femme de lettres espagnole Gertrudis Gómez de Avellaneda ;
- une petite salle de 805 places baptisée du nom de l'acteur cubain Francisco Covarrubias.

## Sources
- (en) Cet article est partiellement ou en totalité issu de l’article de Wikipédia en anglais intitulé « National Theatre of Cuba » (voir la liste des auteurs).